# Borač (župa)
Borač je bila župa srednjovjekovne Bosne. Sjedište je bio utvrđeni grad Borač iznad rijeke Prače. U sjedištu je bio dvor Pavla Radinovića i njegovih nasljednika.
Nalazila se istočno od župe Vrhbosne, oko današnjih Rogatice i Vlasenice.